# Schwarze Augen (1951)
Schwarze Augen ist ein deutscher Spielfilm von Géza von Bolváry aus dem Jahr 1951.

## Inhalt
Geigenvirtuose Fedor Varany lernt im Zug von Nizza nach Wien Helene Samboni, die Geliebte des Handelskammerpräsidenten Alexander Grabner und Noch-Ehefrau des Artisten Samboni, kennen. Fedor verliebt sich in sie, ohne seine Identität zu verraten. In Wien verliert Fedor sie aus den Augen und kann Helene auch nicht vergessen, als er von seiner Freundin, der Zigeunerin Roszi, begrüßt wird, die für ihn ein Fest gibt. In Wien gibt Fedor ein Geigenkonzert, wo er Helene im Publikum sieht – nach der Vorstellung ist sie jedoch nicht mehr in ihrer Loge anzutreffen.
Helene ist nach Hause geeilt, wo Alexander von ihr die Scheidung von Samboni verlangt. Den hat Helene jedoch zuletzt auf Kuba gesehen, wo ihr Verhältnis mit Alexander begonnen hatte. Sie wendet sich an die Sängerin La Cubanera, die mit ihr und Samboni auf Kuba zusammengearbeitet hatte, doch weiß die nichts von Sambonis Aufenthalt. In ihrem Lokal trifft Helene jedoch auf einen unglücklichen Fedor, dem sie ihre Liebe gesteht. Sie beschließt, mit ihm vor Alexander zu fliehen und sofort Wien per Zug zu verlassen. Fedor holt aus Helenes Wohnung ihre Papiere und sieht sich dort einem Mann gegenüber, in dem er Alexander vermutet. Er offenbart ihm seine Liebe zu Helene und verlässt die Wohnung. Roszi, die ihm bis ins Treppenhaus gefolgt war, kann ihn nicht von der Abfahrt mit Helene zurückhalten.
Die Ereignisse überschlagen sich: In Helenes Wohnung wird Alexander erschossen aufgefunden und Fedor als letzter Mensch, der in der Wohnung war, mit einem Mal als Mörder gesucht. Der Zug, in dem Fedor und Helene fahren, entgleist kurz vor Graz und Fedor wird unter den Todesopfern vermutet. Er war jedoch zuvor während eines kurzen Halts ausgestiegen und hatte daraufhin den Zug verpasst. Als er von dem Haftbefehl wegen Mordes hört, taucht er bei den Zigeunern unter, die ihm auf der Suche nach dem wahren Täter helfen. Roszi geht zur Polizei und sagt aus, sie habe während ihres Wartens im Treppenhaus keinen Schuss gehört. Fedor treibt die Sehnsucht zu Helene, die ihn bittet zu gehen: Samboni sei zurückgekehrt und wolle in den Besitz von Alexanders Erbe kommen. Als Fedor Helene verlässt, trifft er auf Samboni und erkennt in ihm den Mann, den er in Helenes Wohnung gesehen hatte und dem er von seiner Liebe zu Helene erzählt hatte. Samboni wird festgenommen und gesteht die Ermordung Alexanders. Helene und Fedor können nun eine gemeinsame Zukunft beginnen.

## Produktion

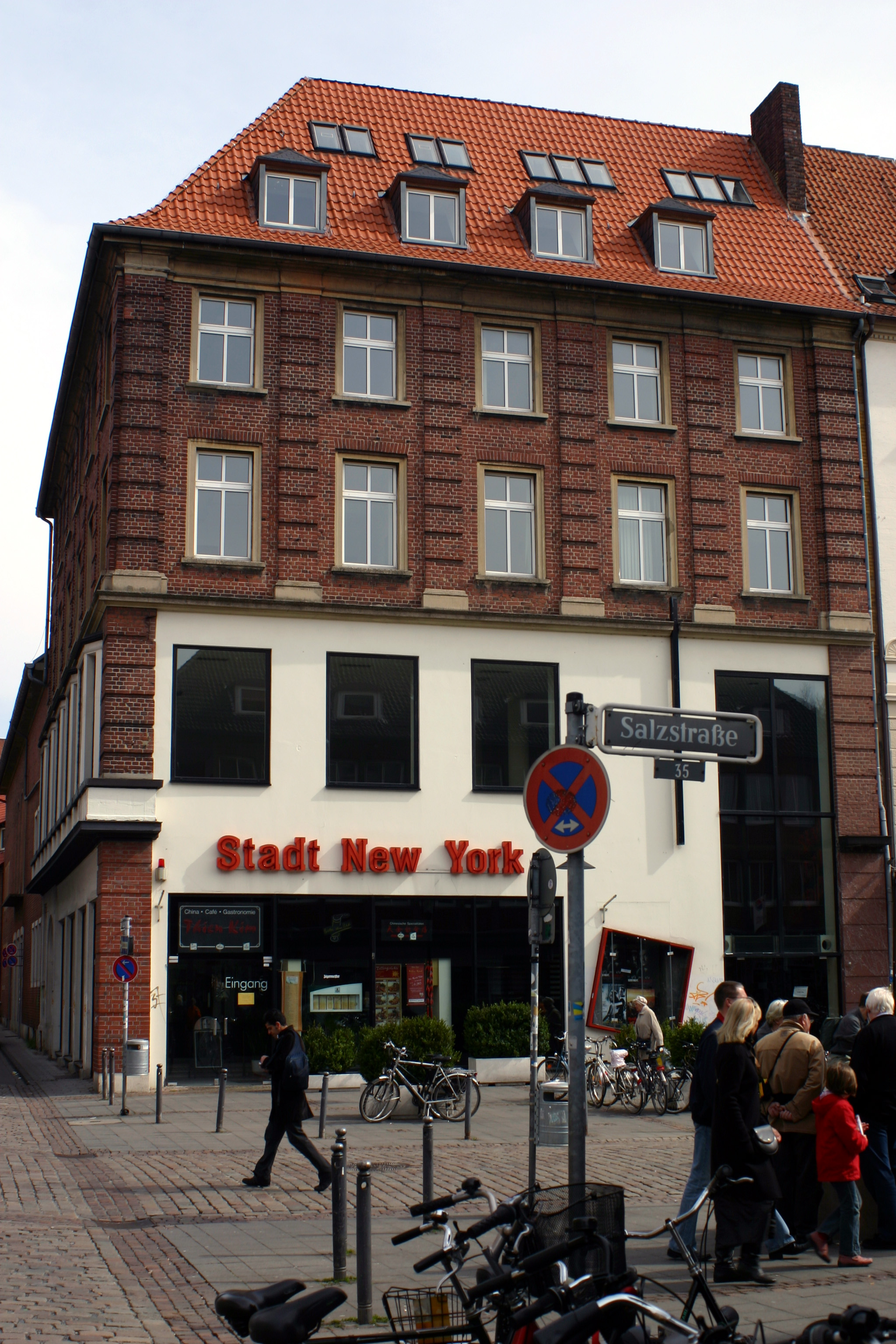
Ehemaliges Kino „Schauburg“

Der Dreh von Schwarze Augen fand vom 15. Oktober 1951 bis November 1951 in den CCC-Studios im Berliner Bezirk Spandau, Ortsteil Haselhorst statt. Die Außenaufnahmen entstanden in Berlin und Umgebung. Die Bauten entwarfen Mathias Matthies und Ellen Schmidt, die Produktionsleitung übernahm Viktor von Struve. Der Film wurde am 25. Dezember 1951 in der „Schauburg“ an der Salzstraße in Münster uraufgeführt.

## Kritik
Der Spiegel kritisierte den Film für seine „ölige Regie nach den Gedankensprüngen des Drehbuchautors Bobby E. Lüthge“. Schwarze Augen präsentiere in einer „allzu durchsichtige[n] Kriminalhandlung“ die „Geigensoli von Will Quadflieg, Zigeunertänze von Angelika Hauff, Chansons von Rosita Serrano, Seelennöte von Cornell Borchers und komische Verlegenheiten von Georg Thomalla“.
Das Lexikon des Internationalen Films bewertete Schwarze Augen als „öliges Melodram“, in dem „Künstlerliebe, Eifersucht, feurige Zigeunermusik und eine allzu durchschaubare Kriminalhandlung … stillos und verworren gemixt“ werden würden.